# Dhodasain
Dhodasain (en népalais : धोदासाइं) est un comité de développement villageois du Népal situé dans le district d'Achham. Au recensement de 2011, il comptait 4 782 habitants.